# Emmy Rutten-Broekman

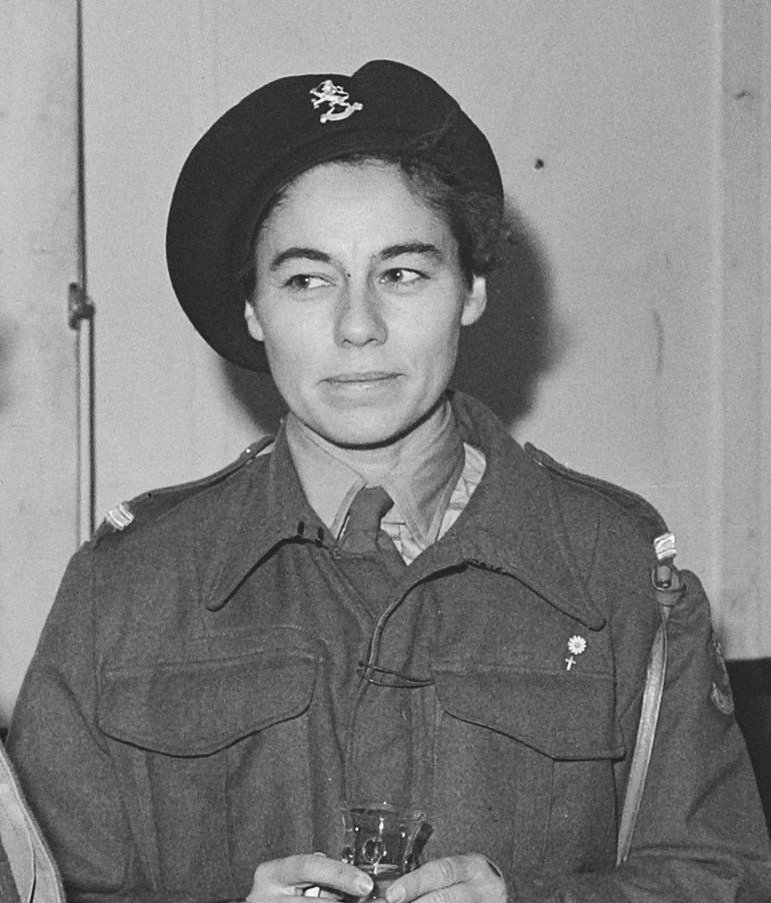
E.W.L. Rutten-Broekman (1944)

Emmy Wilhelmina Lucie Rutten-Broekman (Kota Radja, 29 juni 1905 – Amsterdam, 6 april 2000) was een Nederlands militair en Engelandvaarder.

## Levensloop
Broekman trouwde in 1931 in Londen met cineast Gerard Rutten, bij dit huwelijk gebruikte ze de naam Broekman-Lefébure. Onder de naam Emmy Lefébure werkte ze tussen 1930 en 1939 als actrice en regieassistente.
Zij wilde militair worden, net als haar voorvaders. Broekman meldde zich in 1940 bij het Algemeen Hoofdkwartier van de bevelhebber van de Nederlandse Land- en Zeemacht. Ze werd ingedeeld bij sectie V (ontwikkeling en ontspanning). Kort daarna capituleerde Nederland en werd het leger gedemobiliseerd.
In augustus 1942 verliet Gerard Rutten Nederland met een visum om drie maanden naar Spanje te gaan, maar reisde door naar Portugal. Hij kwam op 12 mei 1943 in Engeland aan en ging werken bij de afdeling voorlichting van de Nederlandse regering in Londen.
Broekman werkte als secretaresse voor de Stucadoorsbond en daarna voor de Eigen Vervoerders Organisatie. Op 5 augustus 1943 verliet Broekman Den Haag. Ze overleefde allerlei problemen onderweg en trok te voet de Pyreneeën over. In Lissabon kon ze op 20 november mee met een geblindeerd vliegtuig dat naar Bristol, Engeland ging. Door dichte mist boven de luchthaven van Bristol moest het vliegtuig uitwijken naar Newquay diep in Cornwall. Zeer vroeg in de ochtend kwam Broekman aan in London en kon ze aankloppen bij Oranjehaven om het adres van haar echtgenoot te vragen.
Na aankomst in London besloot Broekman te gaan werken voor het Vrijwillig Vrouwen Hulpkorps (VHK). Zij werd staflid en commandant voor het VHK van het trainingskamp bij Wolverhampton. Zes andere Engelandvaarders sloten zich ook bij het voor het VHK aan: Ellis Brandon, E. van Dien-Hendrix, M. van Esso-Polak, F.M.I. van der Laan, Elly Nauta-Moret en Rie Knapper, die naar de Verenigde Staten werd gestuurd om Nederlanders voor de VHK te werven.

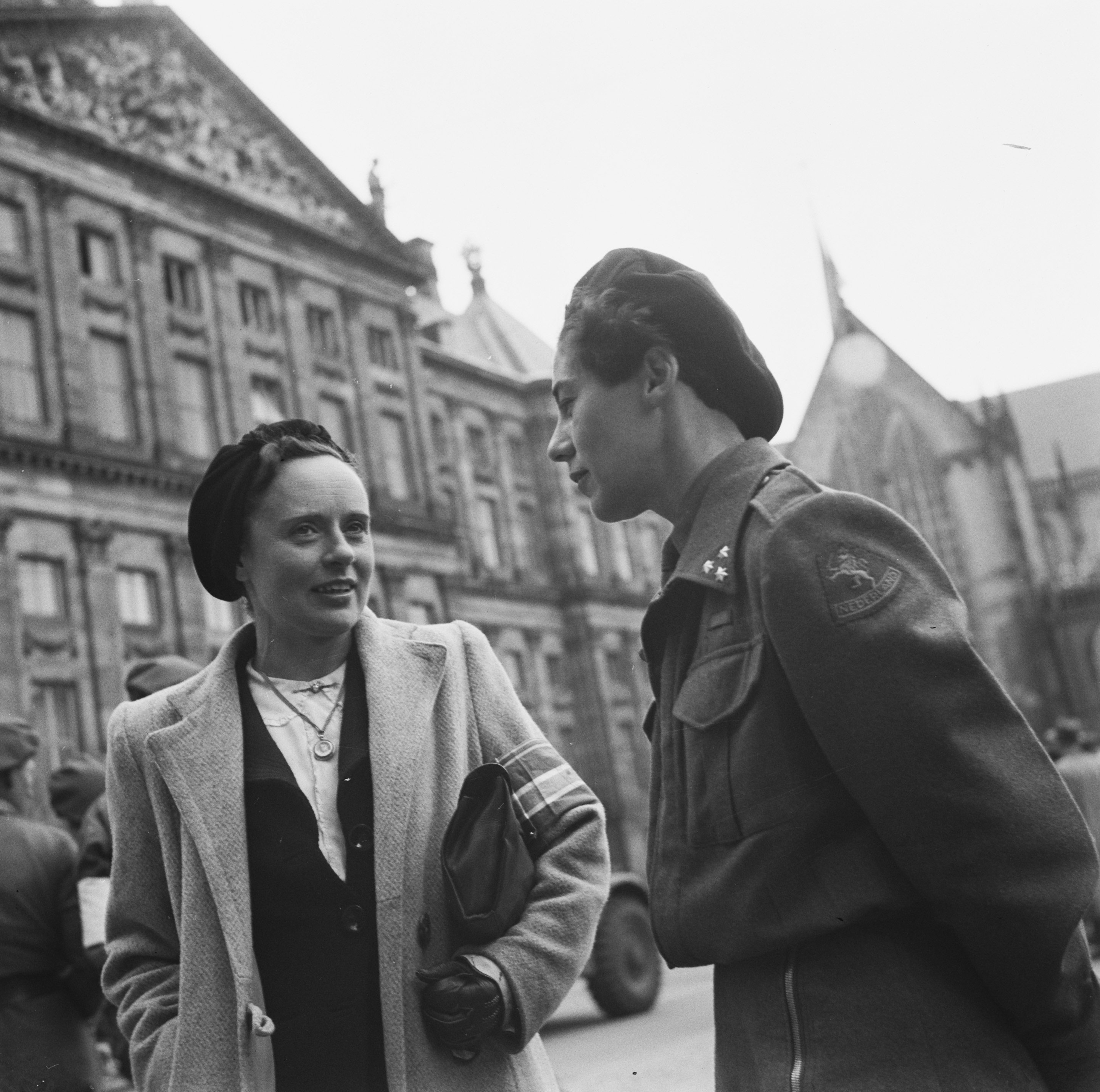
Kapitein Rutten van het Vrouwen Hulpkorps praat met burgervrouw

Op 13 november 1944 stak het VHK over naar Oostende. Het VHK werd ingezet om hulpgoederen naar de inwoners van bevrijde gebieden in Nederland te brengen. Ook werd hulp verleend aan evacués, werden kindertransporten naar Engeland begeleid en werd Rode Kruis bijgestaan. Ondertussen was het VHK gemilitariseerd om geregeld onderdeel te zijn van het Nederlandse leger. In april 1945 werd Broekman ingedeeld bij het korps reserve officieren voor speciale diensten bij het VHK met de rang van kapitein. Haar werk bestond vooral uit de coördinatie van de verschillende VHK groepen in bevrijde steden. Ze reed rond met een 3-tonner (vergelijkbaar met de DAF YA-328) om hulpgoederen te vervoeren.
Vanaf 1947 werkt Broekman voor het Ministerie van Onderwijs, Kunsten en Wetenschappen als commies op de afdeling Kunsten, vanaf 1956 als hoofd commies. Van 1947 tot haar pensioen in 1970 was zij secretaris en penningmeester van een aantal Rijksadviescommissies ingesteld door de regering "voor het aankopen van en het verlenen van opdrachten voor moderne kunstwerken". Dezelfde functie had zij in de "Commissie tot organisatie van tentoonstellingen in het buitenland van moderne kunstwerken."
Kuyvenhoven noemt haar "de spil van de commissies en een verbindende schakel" in de communicatie tussen de commissies en het ministerie. Ze kookte plannen voor bij commissieleden, informeerde ambtenaren, tipte kunstenaars en regelde atelierbezoeken.
Door haar werk voor de commissies was Broekman regelmatig betrokken bij of verantwoordelijk voor het organiseren en inrichten van tentoonstellingen zoals de jaarlijkse expositie "Start", een kans voor winnaars van de koninklijke subsidie om hun werk te exposeren en "Het Rijk legt rekenschap af" (1954,1955) waarin het minsterie werk exposeerde dat met gemeenschapsgeld was aangekocht.
Bij de rekenschap tentoonstelling was Boekman ook de redacteur van de "tot in de puntjes door mevrouw E. W. L. Rutten—Broekman verzorgde catalogus". 
In het buitenland was Broekman betrokken bij de veel besproken expositie tijdens de opening van het K.L.M passagekantoor in Tel Aviv.
Ze werkte vanuit haar huis aan de Valeriusstraat 174b in Amsterdam.
Sinds 1951 leefde ze samen met actrice Carla de Raet (1904-2002) (artiestennaam van Gerharda Smit Sibinga) in de Valeriusstraat 174 in Amsterdam.